# Frédéric Le Play

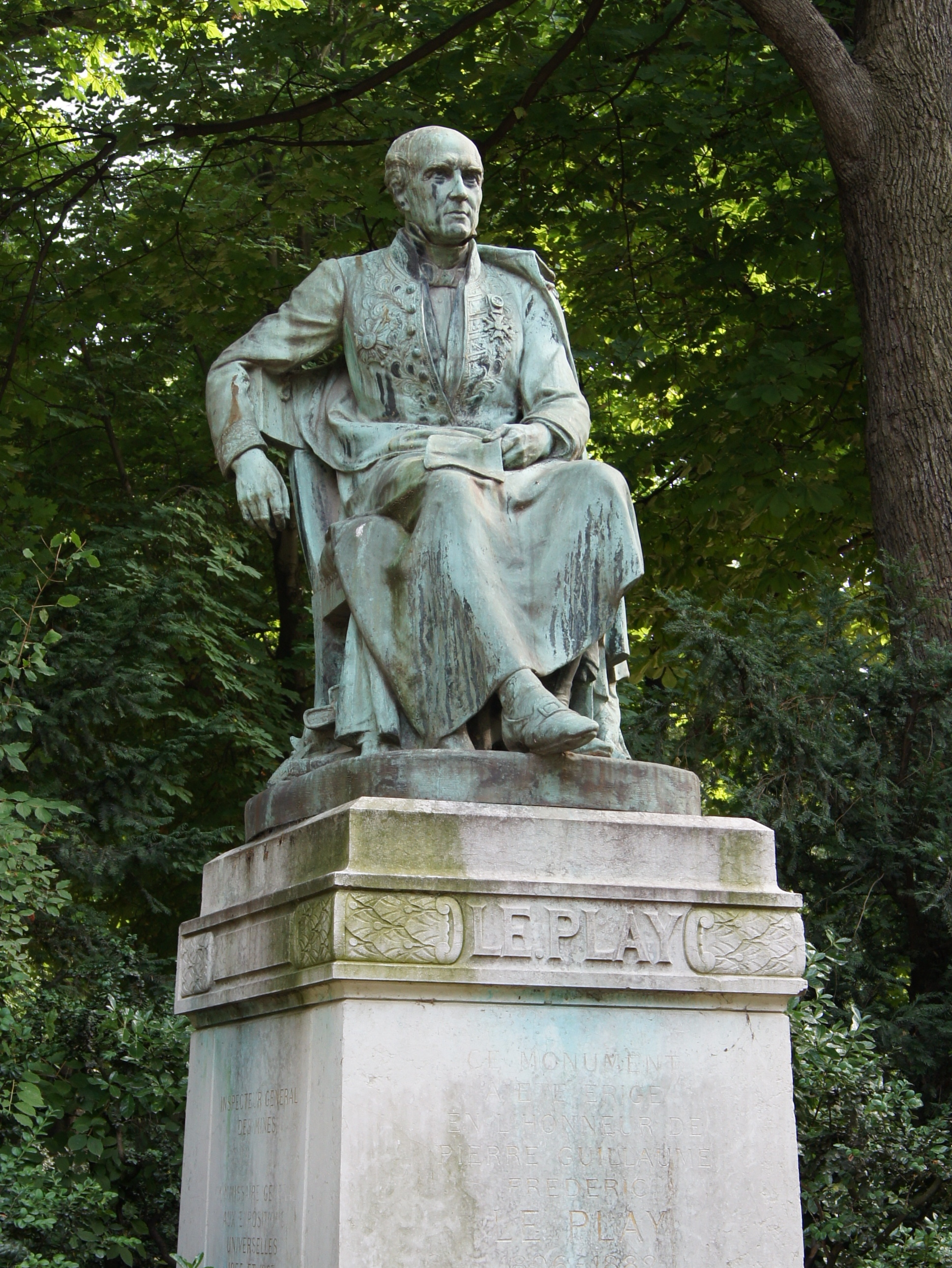
Monumentul lui Pierre Guillaume Frédéric le Play, sculptat de André-Joseph Allar, Jardin du Luxembourg, Paris

Frédéric Le Play (Pierre-Guillaume-Frédéric) (n. 11 aprilie 1806, La Rivière-Saint-Sauveur (Calvados) – d. 5 aprilie 1882, Paris) a fost un  inginer, sociolog și economist. Este considerat a fi, fondatorul sociologiei empirice, pe care a dezvoltat-o plecând de la premisa utilității practice a descoperirilor știintifice. 
Apărător al valorilor Vechiului Regim (familia, ordinea socială și menținerea la putere a elitelor), Le Play este, în același timp, unul din adepții corporatismului modern și teoretician al economiei sociale. 
El este primul care a abordat sociologic problematica familiei în a doua jumătate a secolului al XIX-lea. Cercetările sale monografice asupra familiilor muncitorești au pus bazele primelor demersuri de studiere a calității vieții de familie. Datele culese au fost de natură demografică, etnografică și economică (în care a cercetat constituirea și fundamentarea bugetelor de familie).
În 1837 Frédéric le Play a participat la expediția științifică organizată de Anatolie N. Demidoff prin Țările Române spre Crimeea și sudul Rusiei.
Frédéric le Play a început în 1855 să publice seria celor 6 volume Les ouvriers européens (Muncitorii europeni) și în 1864 cele două volume La réforme sociale en France (Reforma socială în Franța).
Ideea tipului de instituție reprezentată de Muzeul Satului din București este concretizarea teoriei, de valoare europeană, a lui Frédéric le Play și a școlii sale, despre un „muzeu social“, un „sat muzeu“, idee adoptată de Dimitrie Gusti și urmașii săi, care au dorit însumeze aici caracteristicile și identitatea tuturor satelor din România.